# Christian Peschke

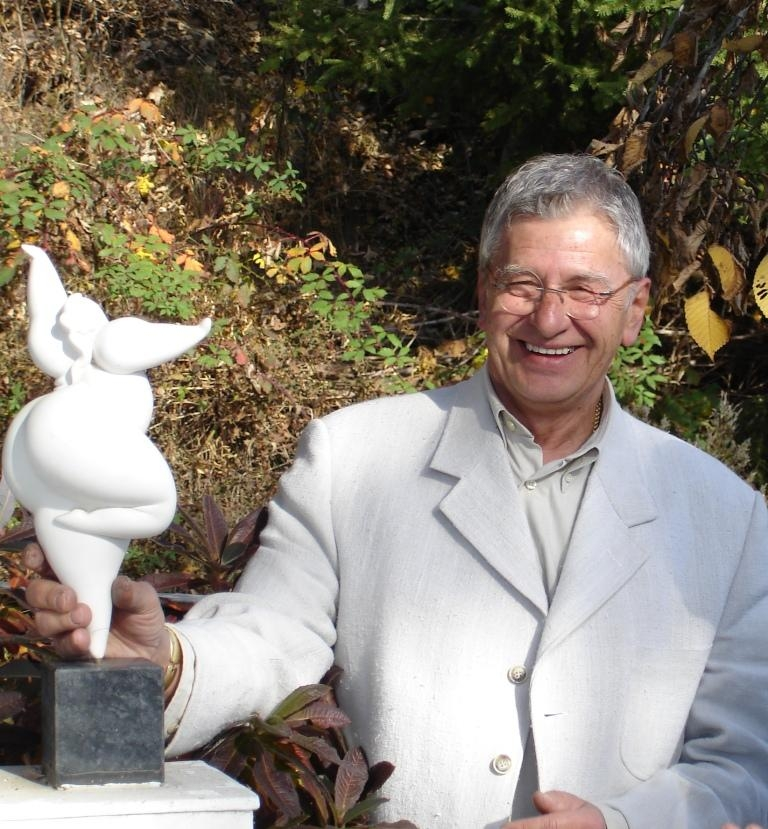
Christian Peschke mit der Figur „Kleine Tänzerin“

Christian Peschke (* 18. Dezember 1946 in Bad Säckingen; † 1. Juli 2017) war ein deutscher Bildhauer und Maler.
Als Repräsentant der realistischen und surrealistischen Formenwelt zählt er zu den zeitgenössischen Künstlern der klassischen Moderne. Hauptthema seines Schaffens ist der Mensch in Plastik und Malerei sowie in Verbindungen mit Projekten der „Kunst am Bau“. Er stand mit den Künstlerfreunden Salvador Dalí, Arno Breker und Ernst Fuchs bis zu deren Lebensende im Dialog.

## Leben und Wirken
Christian Peschke wuchs in Säckingen, in Spanien, Frankreich und Stuttgart auf. Im Alter ab zwölf Jahren wurde er dank einer staatlichen Sondergenehmigung in die von dem damaligen Kultusminister in Württemberg-Baden Theodor Heuss neu gegründete Staatliche Akademie der Bildenden Künste Stuttgart aufgenommen. Kunstprofessor Gerhard Gollwitzer war sein erster Lehrer in der von ihm geführten Akademie-Klasse „Künstler der Moderne“. Dort empfing Peschke nach eigenen Angaben „sehr wichtige Impulse für sein  künstlerische Schaffen“.
In der Folge absolvierte Peschke eine dreijährige handwerkliche Ausbildung als Maler und Lackierer. 1967 entstand die erste große Plastik. Gleichzeitig konzentrierte er sich auf die Malerei. Die Herstellung von Kleinobjekten aus Edelmetallen sowie Künstler-Schmuck und die Medaillen-Kunst wurde erfolgreich. Einer mehrjährigen weiteren akademischen Ausbildung an der Blocherer Schule für Innenarchitektur und Kommunikationsdesign in München folgte 1980 die praktische Berufserfahrung als Kreativ-Direktor eines Wirtschaftsunternehmens. Ab 1982 ließ er sich als freier Künstler in Spanien nieder, wo unter südlicher Sonne die ersten sein Werk prägenden Figuren entstanden. Zum neuen Schaffens-Abschnitt gehörten die Fortführung von Studienreisen in Kulturländer Westeuropas mit Hauptinteresse Italien und Frankreich, wo er jeweils eine Zeit lebte und arbeitete.

## Werk und Formenwelt
In seinem reichen Schaffen hat Peschke auf dem Fundament der klassischen Tradition in der Kunst eine Formenwelt in Skulptur, Plastik und Malerei entwickelt, die für sein unverkennbares Œuvre eminent wichtig war. Eine Besonderheit von Peschke ist, dass er den Begriff Harmonie im weiblichen Körper sichtbar macht. Mit seinen runden und üppigen Formen drückt er die mentale und physische Kraft der Frau aus und erhebt sie zudem auf den Sockel, der ihr gebührt.
Peschkes Plastiken strahlen Schönheit aus, sind ohne Pathos, nicht laut, schön in ihrer runden Fülle und Ganzheit. In seiner Kunstwelt wird der Leib der Frau gefeiert: Kunst als Huldigung an das Leben. Kunsthistorisch wird Peschke durch die Darstellung seiner Kunst als Europäisches Gegenstück zum lateinamerikanischen Künstler Fernando Botero mit seinen überzeichneten Proportionen von „dicken“ Menschen und üppigen Tieren gesehen.

## Peschke-House
Das Œuvre des Künstlers wird in dem eigens errichteten Peschke-House in Flintsbach am Inn (Landkreis Rosenheim) in Wechselausstellungen präsentiert. Der moderne Neubau wurde von Peschke und seiner Frau Angelika Peschke konzipiert. Er diente dem Künstler ab 2015 als Atelier und Ausstellungsforum. Inzwischen ist das Gebäude zu einer Begegnungsstätte von europäischen Künstlern sowie Kunstfreunden geworden. Das Peschke-House soll nach dem Willen der Gründer ein „Ort der Kreativen“ sein und zeitgenössische Kunst fördern.

## Kunst im öffentlichen Raum
- Museum Europäischer Kunst (Nörvenich), ständige Präsentation diverser Werke seit dem Jahr 2007.
- „Tanz der Sterne“, Großplastik auf öffentlichen Platz in Monaco, enthüllt durch Fürst Rainier III. 2003.
- „Die Tänzerin“, Plastik für die Sammlung Fürst Albert II., Übergabe Monaco 2005.
- Reliefarbeiten und Kunst am Bau in Gebäuden in Bayern und Südtirol.

## Ausstellungen
- 1996 Monte Carlo, Internationaler Deutscher Club unter Präsidentin Christine Esswein.
- 1999 Akademie Schloss Seeheim, Konstanz.
- 2006/2007 Stadt-Museum Bruneck, Südtirol, Italien.
- 2008 US-Museum of European Art, Clarence, N.Y.: Dokumentation eines Bildhauer-Werkes.
- 2010 Rittersaal Schloss Nörvenich: Der Stier und die schöne Europa.
- 2010 Ausstellung im Palais im großen Garten in Dresden, Gemälde und Skulpturen
- 2012 Galerie Marco, Bonn: Christian Peschke – Graphisches Schaffen.
- 2012 Gestaltung des George-Tabori-Preis (Berlin)